# Cynthia Carroll
Cynthia Carroll (13 de noviembre de 1956) es una geóloga estadounidense, especializada en petróleo. Desde marzo de 2007 ejerce como presidenta del grupo minero Anglo American. En 2010, según Fortune, era una de las mujeres de negocios más importantes en el mundo.

## Biografía
Tiene un máster de geología por la Universidad de Kansas y un MBA de la Universidad de Harvard.
Está desde 1988 como director general de Alcan Metal Primaire. Nombrada también directora general del grupo minero Anglo American, está en el cargo desde el 3 de enero de 2007. Es la primera vez que una mujer accede al frente de una de las tres mayores empresas mineras que son BHP Billiton, Rio Tinto y Anglo American.
Inglesa de origen estadounidense, está casada y tiene cuatro niñas. En 2007, fue clasificada en el 7.º lugar como la mujer más poderosa en el mundo por la revista Forbes, 5.º en el 2008 y 4.º en el 2009, y 55.º en el 2012.

## Controversias
Carroll ha sido vivamente criticada a efectos medioambientales en 2007 por su papel, como presidenta de Anglo American, en el controvertido desarrollo de Pebble Mine en Alaska. Carroll ha sido sobre todo apodada por la revista Grist «Cyanure Cynthia, world's biggest Scrooge» en diciembre de 2007.